# ستيفان كوبيك

## روابط إضافية
- ستيفان كوبيك على موقع رابطة محترفي التنس (الإنجليزية)
- ستيفان كوبيك على موقع الاتحاد الدولي لكرة المضرب (الإنجليزية)
- ستيفان كوبيك على موقع كأس ديفيز (الإنجليزية)
- ستيفان كوبيك على موقع خلاصة التنس.كوم (الإنجليزية)
- ستيفان كوبيك على موقع إي إس بي إن.كوم (الإنجليزية)
- Koubek Recent Match Results
- Koubek World Ranking History